# コクテル・ベンド
コクテル・ベンド(Koktel Bend) はセルビアのポップ・グループ。1997年にベオグラードで結成された。ダンス・ポップにロック、民族音楽などが入り混じった音楽をやっている。2004年のアルバム「AVANTURA」では、「GRMI SEVA」という曲でジプシー・ブラスの大スター、ボバン・マルコヴィッチ・オーケスターと協演した。
以後、アルバム「7」で女性ボーカルがカタリーナ・ソティロヴィッチから、元モーグル（MOGUL）のアナ・ストヤンチチェヴィッチに交代。カタリーナ・ソティロヴィッチはカーチャ・ソティロヴィッチ（Kaća Sotirović）として、ソロ歌手となった。

## ディスコグラフィー

### アルバム
- Koktel
- Ljudi Smo（2000）
- Pazi Se（2002）
- Doza Prejaka (2002)
- Avantura (2004)
- Live!
- 7 (2007)
- The Best Of
- Platinum Collection